# Juan Manuel Iturregui Aguilarte
Juan Manuel Iturregui Aguilarte (* Lambayeque, 1795 - † Lima, 1871) fue un prócer peruano, participante del primer pronunciamiento de la Independencia del Perú.

## Biografía
Juan Manuel Iturregui Aguilarte nació en Lambayeque, el 16 de abril de 1795, hijo del vasco Juan Antonio de Iturregui Arraiz, natural de Guipúzcoa, quien llegó al Perú en 1777, y de Catalina Aguilarte. Hizo sus estudios en el Convictorio de San Carlos de Lima, dirigido en ese entonces por Toribio Rodríguez de Mendoza, de quien recibe los principios de libertad e independencia, al igual que sus compañeros, entre los cuales se encuentran José Faustino Sánchez Carrión, Francisco Javier Mariátegui y Manuel Lorenzo de Vidaurre.
Al morir su padre regresa a Lambayeque para asumir la dirección de los negocios agrícolas familiares.
Su casa, llamada casa de la Logia o de Montjoy, (hoy monumento histórico del Perú) fue el centro de reuniones para la declaración de la independencia que culmina con el asalto al Cuartel de Coraceros de Lambayeque, el 27 de diciembre de 1820. De su propio peculio, Iturregui armó al pueblo de Lambayeque, que al mando del capitán Pascual Saco Oliveros pidió la rendición al Jefe del Escuadrón de "dragones" el Mayor Antonio Gutiérrez de la Fuente del Batallón español N°22 de Numancia.
Posteriormente, siempre con el capitán Saco Oliveros, marcha a Huaura con un regimiento de 800 hombres para apoyar al General José de San Martín, haciéndole entrega además de 300 000 pesos en efectivo y alrededor de 200 000 en diversos artículos. Igualmente, participa en las batallas de Junín y Ayacucho, así como en la toma del Real Felipe y la rendición del General Rodil.

### Oposición a la creación del Reino Unido de Ecuador, Perú y Bolivia
Culminado el proceso de la Independencia del Perú, viaja a Londres como representante diplomático. Allí se entera de los planes del depuesto presidente ecuatoriano Juan José Flores para instaurar un Reino Unido de Ecuador, Perú y Bolivia, apoyado por la reina María Cristina de Borbón-Dos Sicilias, regente de España en nombre de su hija Isabel II, y que pretendía colocar en el presunto trono al tercer hijo de su segundo matrimonio, Agustín de Muñóz y Borbón. Sin embargo, al conocer los hechos, y sin esperar instrucciones de Lima, Iturregui dirigió dos protestas: una al ministro de Negocios Extranjeros de España y otra a Lord Palmerston, secretario de Estado de Negocios Extranjeros británico, en donde Flores se estaba armando de una flota de barcos y un ejército de más de 1.200 hombres. La respuesta del Gobierno Español fue que Iturregui no estaba acreditado ante la corte madrileña, mientras Palmerston, en actitud reticente, alegó no tener conocimiento de procedimientos ilegales en alistamientos para el extranjero.
El 16 de setiembre de 1846, Iturregui informaba a la cancillería peruana lo siguiente: 

El general Flores se halla organizando en Madrid unos batallones que deben servir de base a una expedición que prepara ostensiblemente contra el Ecuador. Los periódicos de aquella capital aseguran que la expedición enunciada amenaza también al Perú y procede de un acuerdo hecho entre el Gobierno Español y dicho General para invadir ambas Repúblicas y formar de ellas una monarquía, a cuyo frente se intenta colocar a uno de los dos hijos habidos por doña María Cristina de Borbón de su segundo matrimonio con el Duque de Rianzares, -que el gabinete Español protege visiblemente esta empresa, y se están sacando Jefes, oficiales y centenares de soldados de los mismos cuerpos del ejército Peninsular para incorporarlos en lo que está levantando el general Flores, -que Agentes de este se hallan enganchando soldados de Irlanda para engrosar las filas de los expedicionarios, -y en fin que todos están ya listos y citados para reunirse en Aspeitia, -de donde saldrán para dar la vela para América. Los mismos periódicos, examinado el proyecto bajo todas sus fases, le dan abiertamente las bien merecidas calificaciones de impolítico, injusto, alevoso e irrealizable. Por cartas particulares se me asegura, después de confirmarme las anteriores noticias, que Don Andrés Santa Cruz, que se halla en Burdeos, tiene también parte en esta trama, y que Don José Joaquín de Mora, redactor de “El Heraldo”, es uno de los escritores que aboga por ella con más ardor, pero con argumentos que por su futilidad dan lástima 
(con copia al canciller de S.M.B.).

Iturregui reiteró su pedido a Palmerston para que impidiera la expedición, denunciando que Flores tenía ya reunidos 1.200 hombres en Irlanda. Advirtió que tal fuerza hostil, aunque fracasara, afectaría los intereses comerciales británicos en Latinoamérica. Palmerston se irritó aún más con la alusión a posibles daños a los intereses británicos y respondió: «El Gobierno Británico verá con gran satisfacción un cambio mediante el cual la conducta de los gobiernos de aquellos países (las repúblicas sudamericanas) hacia los súbditos británicos, fuese más conforme con la justicia, la buena fe y las obligaciones de los tratados».
En Francia, y según Francisco Michelena y Rojas, embajador de Ecuador en Londres por esos años, los planes de Flores habrían tenido eco en las principales cortes europeas con pretensiones en América. Acusa principalmente a Francia de agitarse en distintas formas para establecer su dominación, ofreciendo sus príncipes bajo alianzas de familia, o su protectorado, tratando de influir en los gobiernos contra los intereses nacionales y humillando sus nóveles nacionalidades; y para ello el dinero necesario para la expedición prevendría del mismo rey Luis Felipe I. Por otra parte Manuel Moreno, embajador argentino en Londres, sospechaba también de la intervención francesa, pues creía que la candidatura del cuarto hijo de la reina regente española, María Cristina, no era sino aparente y provisional, y que en el fondo todo estaba dirigido por el monarca francés para acabar con la otra parte del Tratado de Utrecht, y atraer con el tiempo a la rama Orleans hacia Latinoamérica. Moreno basaba su hipótesis en el casamiento del Antonio de Orleans, Duque de Montpensier y décimo hijo de Luis Felipe I, con la infanta española Luisa Fernanda de Borbón, hija de María Cristina y hermana de Isabel II, en cuyo beneficio sería en realidad la futura monarquía que pretendían instaurar en América desde Ecuador.
A la lucha contra el proyecto de Flores se fueron sumando los pocos diplomáticos hispanoamericanos acreditados en Europa: los de Argentina, Chile, Ecuador y Colombia. El 9 de noviembre de 1846 el canciller Paz Soldán informó oficialmente a las cancillerías latinoamericanas la determinación del gobierno peruano de defender la independencia ecuatoriana, y les invocó a cooperar en esta cruzada. También dirigió otra circular, invitando al Congreso Americano de 1847 en Lima, para elaborar un tratado de defensa hemisférica de las naciones hispanoamericanas contra toda forma de agresión extranjera. Este objetivo se plasmó en el gran Tratado de Confederación de 1848, precedente jurídico de los pactos de la Sociedad de Naciones, la OEA y las Naciones Unidas. Finalmente el proyecto de Flores se cayó por dicha presión internacional, y nunca llegó a realizarse.

### Últimos años
En 1853 fue elegido senador por el departamento de La Libertad durante la presidencia de José Rufino Echenique. El Presidente José Rufino Echenique envía la propuesta al Congreso de la República para conferirle el grado de General de Brigada, el 24 de enero de 1854. Posteriormente sería electo nuevamente senador de la república por el departamento de La Libertad en 1868 y 1870.
Fallece en la ciudad de Lima, el 30 de julio de 1871 y fue enterrado en el Cementerio Presbítero Matías Maestro.

## Reconocimiento
El Decreto Ley 19550 lo declara Prócer de la Independencia Nacional y sus restos son trasladados al Panteón de los Próceres en el Parque Universitario en el Cercado de Lima donde reposan actualmente.